# Sjeverni Ayrshire
Sjeverni Ayrshire (škotski Siorrachd Inbhir Àir a Tuath, engleski: North Ayrshire) je jedna od 32 pokrajine u Škotskoj. Glavnina površine nalazi se u pokrajini Ayrshire, a pokrajine s kojima graniči su Renfrewshire, Istočni Ayrshire i Južni Ayrshire. Sadrži i otok Arran (tradicionalno u pokrajini Buteshire) i još neke otoke od nižeg Firth of Clyde, uključujući Great Cumbrae (Veliki Cumbrae) i Little Cumbrae (Mali Cumbrae).

## Gradovi i sela
- Ardrossan
- Beith
- Dalry
- Dreghorn
- Fairlie
- Irvine
- Kilbirnie
- Kilwinning
- Largs
- Millport
- Great Cumbrae
- Saltcoats
- Skelmorlie
- Stevenston
- West Kilbride